# Svatí Sergius a Bacchus
Svatí Sergius a Bacchus byli důstojníci římské armády. Oba pocházeli z urozených římských rodů - Sergius patrně z mocné patricijské rodiny Sergiovců. Sloužili v armádě císaře Maximiána, Sergius jako velitel vojenské školy ('primicerius gymnasii trionum') v Terstu a Bacchus byl jeho podřízený. Poté, co odmítli obětovat bohu Jupiterovi, byli zbaveni svých hodností, mučeni a zabiti. Dodnes jsou národními světci Sýrie.

## Život
Sergius i Bacchus udělali slušnou vojenskou kariéru. Těšili se přízni císaře. Sergius se stal velitelem vojenské školy ('primicerius gymnasii trionum') a Bacchus jeho podřízeným. Poté, co odmítli obětovat pohanskému bohu, byli zbaveni veškerých svých hodností a potupně vedeni městem Arabissus v ženských šatech. Poté byli mučeni a Bacchus zemřel 1. října 303 při bičování. Jeho tělo bylo pohozeno u silnice, ale dle legendy ho ochraňavali supi před toulavými psy. Po své smrti se pak měl zjevit Sergiovi a posilovat ho na mysli. Sergius přežil strašná mučení (musel například ujít 18 mil s botami, do nichž byly zaraženy hřeby) a proto byl 7. října sťat. Jeho hrob se stal poutním místem a byla kolem něj shromážděna silná křesťanská komunita.

## Úcta
Roku 434 byl u hrobu svatého Sergia zbudován chrám, při kterém vzniklo první biskupství v Sýrii. Za svého patrona ho také považovali pouštní nomádi - odtud pramení obliba města Resafa, za vlády byzantského císaře Anastasia I. (491–518) oficiálně přejmenováno na Sergiopolis, u ummájovských chalífů.